# Wágner (ur. 1987)
Wágner, właśc. Wágner de Andrade Borges (ur. 3 kwietnia 1987 w São José dos Campos) – brazylijski piłkarz występujący na pozycji pomocnika lub napastnika w klubie FC Paços de Ferreira.

## Kariera klubowa
Karierę na poziomie seniorskim rozpoczął w 2006 roku w klubie Rio Claro FC (Série C). W 2009 roku przeniósł się do występującego na poziomie Segunda Divisão portugalskiego zespołu Aliados FC Lordelo, gdzie przez 2,5 roku rozegrał 68 ligowych spotkań w których zdobył 23 gole.
Latem 2011 roku został zawodnikiem Moreirense FC (Liga de Honra). W sezonie 2011/12 awansował z tym klubem do portugalskiej ekstraklasy, w której zadebiutował 19 sierpnia 2012 w wyjazdowym meczu przeciwko FC Paços de Ferreira (1:1). W sezonie 2012/13 rozegrał on łącznie 26 spotkań i zdobył 1 bramkę. Na zakończenie rozgrywek Moreirense zajęło w tabeli 15. lokatę, oznaczającą relegację do Liga de Honra. Po sezonie 2013/14, w którym jego klub awansował do Liga ZON Sagres, zdecydował się odejść z zespołu. Łącznie przez 3 lata rozegrał dla Moreirense 91 ligowych spotkań i zdobył 11 bramek.
Latem 2014 roku Wágner podpisał dwuletni kontrakt z Zawiszą Bydgoszcz prowadzoną przez Jorge’a Paixão. 9 lipca zadebiutował w wygranym 3:2 meczu z Legią Warszawa w meczu o Superpuchar Polski 2014, zmieniając w 55. minucie Alvarinho. Tydzień później wystąpił po raz pierwszy w europejskich pucharach w spotkaniu przeciwko SV Zulte Waregem (1:2) w eliminacjach Ligi Europy 2014/15. 20 lipca zadebiutował w Ekstraklasie w wygranym 2:0 meczu z Koroną Kielce i od tego momentu stał się zawodnikiem podstawowego składu. W styczniu 2015 roku jego umowa została rozwiązana za porozumieniem stron. W tym samym miesiącu przeszedł do CD Nacional (Liga NOS), podpisując z tym klubem półtoraroczny kontrakt. Przed rozpoczęciem sezonu 2015/16 został zawodnikiem CD Tondela, dla której rozegrał 58 ligowych spotkań na poziomie portugalskiej ekstraklasy.
W styczniu 2018 roku polubownie rozwiązał umowę z Tondelą i przeniósł się do zespołu tajskiej II ligi Thai Honda FC. Latem 2018 roku został graczem FC Paços de Ferreira (LigaPro).

## Sukcesy
Zawisza Bydgoszcz
- Superpuchar Polski: 2014